# Cecchino della Scala
Cecchino della Scala (... – 26 gennaio 1325) è stato un militare italiano.

## Biografia
Era figlio naturale di Bartolomeo I della Scala, signore di Verona e della sua amante Angela Dente, gentildonna di Padova.
Fu al servizio dello zio, Cangrande I della Scala, che lo nominò reggente della città durante la sua assenza nel 1314 per combattere i padovani. Nel 1317 partecipò all'assedio di Este, rimanendo ferito. Nella terza guerra contro Padova (1320) riuscì a salvare Cangrande dalla cattura nemica.

## Discendenza
Cecchino sposò in prime nozze Agnese Visconti, figlia di Matteo Visconti, signore di Milano e in seconde nozze Gaia da Camino. Senza discendenza.